# Colibri d'Angèle
Heliomaster furcifer
Espèce
Répartition géographique
Statut de conservation UICN

 LC  : Préoccupation mineure
Statut CITES
Le Colibri d'Angèle (Heliomaster furcifer) est une espèce de colibri.

## Répartition
Cet oiseau est présent en Argentine, Bolivie, au Brésil, au Paraguay et en Uruguay.

## Habitat
Ses habitats sont les forêts tropicales et subtropicales humides de basses altitudes, la savane sèche et les plaines tropicales et subtropicales sèches.

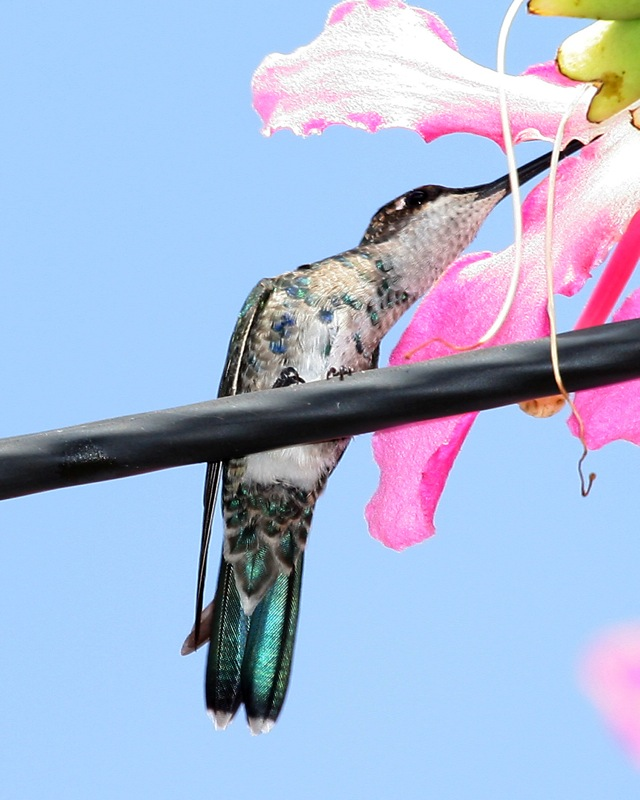
Colibri d'Angèle.